# Jüdische Gemeinde Třeboň

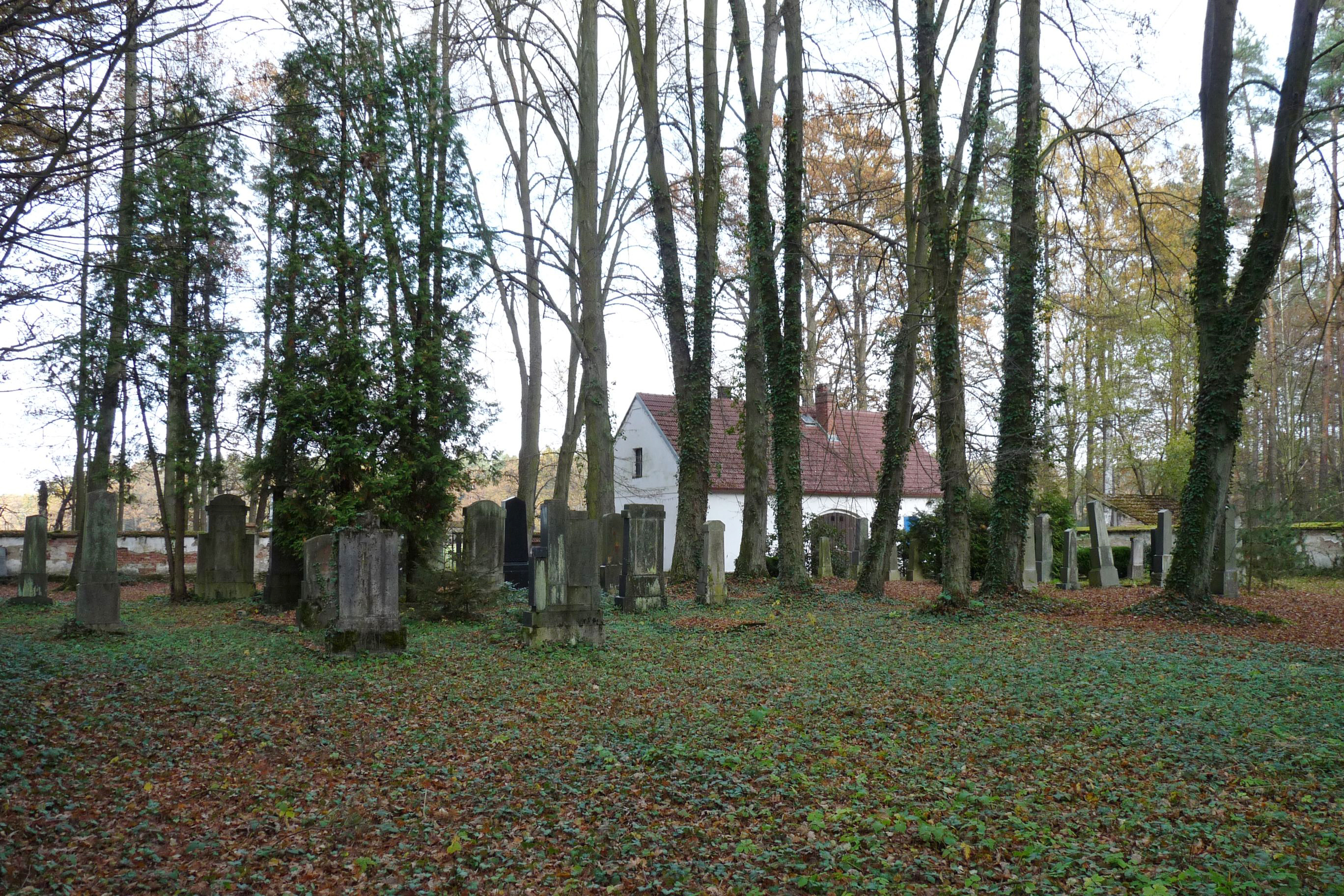
Jüdischer Friedhof in Třeboň

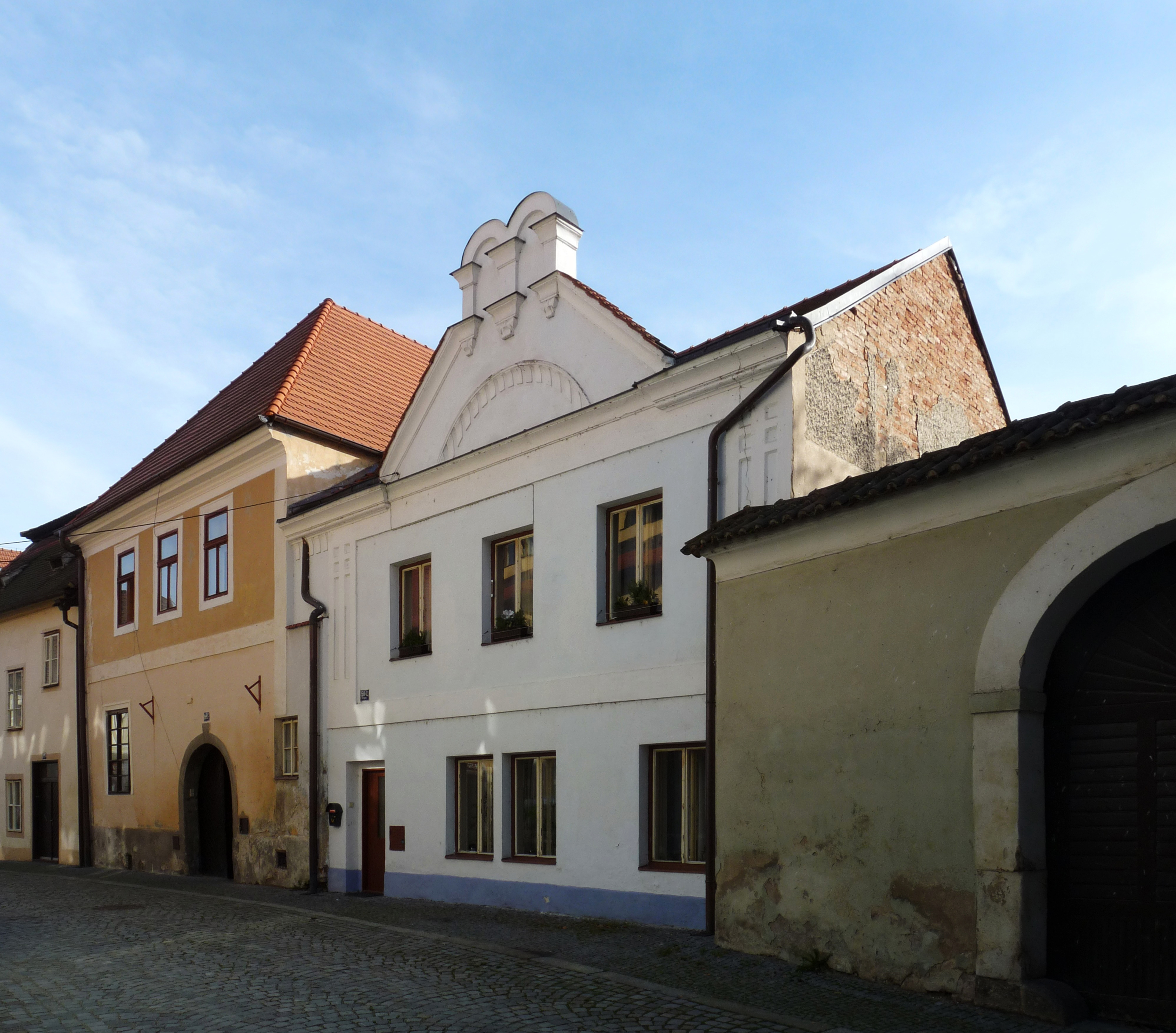
Ehemalige Synagoge (Mitte) und jüdische Schule (links) in Třeboň

Die Jüdische Gemeinde in Třeboň (deutsch Wittingau), einer tschechischen Stadt im Okres Jindřichův Hradec der Südböhmischen Region, entstand Mitte des 19. Jahrhunderts.

## Geschichte
Die jüdischen Familien waren aus den umliegenden Dörfern hierhergezogen und bildeten eine Kultusgemeinde. Diese erreichte um 1900 ihren zahlenmäßigen Höchststand. Im Jahr 1930 bestand die jüdische Gemeinde nur noch aus circa 45 Personen. Im Laufe der 1930er Jahre löste sich die Gemeinde auf.